# Chiesa e convento dei Cappuccini (Tricase)
La chiesa e il convento dei Cappuccini è un complesso architettonico situato a Tricase, in provincia di Lecce.

## Storia
La fondazione del complesso conventuale dei Cappuccini risale al 1578, per volere dei baroni di Tricase, Pappacoda e Gallone. Fu completato nel 1588 sotto il provincialato di Padre Cherubino da Noci.

## Architettura
Il convento si caratterizza per la presenza di caditoie in corrispondenza di porte e finestre, che conferiscono all'edificio le sembianze di una struttura difensiva. La chiesa, dedicata a sant'Antonio di Padova, presenta una semplice facciata, arricchita solo da una nicchia barocca contenente la statua dell'Immacolata. Alla base della nicchia è incisa la data 1784, anno in cui la chiesa fu interessata da lavori di ristrutturazione e rinnovamento. L'interno è a navata unica rettangolare, con due cappelloni sul lato destro. Sulla parete di fondo è addossato il ligneo altare maggiore cinquecentesco, finemente intarsiato e sovrastato dalla pala raffigurante l'Incontro di Cristo con la Veronica sul Calvario, assegnata a Domenico Robusti, figlio del più noto Jacopo Robusti, detto il Tintoretto. Ai lati dell'altare trovano collocazione i dipinti di San Francesco che riceve le stimmate e del Beato Felice da Cantalice.